# Hlošina mnohokvětá
Hlošina mnohokvětá (Elaeagnus multiflora) je druh rostliny z čeledi hlošinovité. Je to opadavý keř nebo malý strom s jednoduchými, střídavými, na rubu stříbřitými listy. Květy jsou čtyřčetné, nažloutle smetanové, většinou jednotlivé. Plodem je červená pseudopeckovice. Plody jsou jedlé a rostlina je pěstována jako ovocný i okrasný keř. Pochází z Číny, Japonska a Koreje.

## Popis
Hlošina mnohokvětá je opadavý keř nebo malý strom. Letorosty jsou pokryté rezavě zbarvenými šupinkami. Listy jsou eliptické, vejčité nebo podlouhlé, čepel je 3 až 10 cm dlouhá a 1 až 5 cm široká, na bázi tupá až klínovitá, na vrcholu tupá nebo špičatá. Řapík je 4 až 6 mm dlouhý. Na rubu jsou listy stříbřité, pokryté překrývajícími se šupinovitými trichomy. Žilnatina je zpeřená, s 5 až 7 postranními žilkami na každé straně. Květy jsou nažloutle smetanové, úžlabní, jednotlivé nebo řidčeji po 2, hustě pokryté bílými šupinami a roztroušenými hnědými šupinami. Kalich je čtyřčetný, kališní trubka je válcovitá až nálevkovitě válcovitá, 5 až 10 mm dlouhá, na bázi zaškrcená. Laloky jsou široce vejčité, 4 až 5,5 mm dlouhé. Koruna chybí. Tyčinky jsou velmi krátké, s asi 1 mm dlouhými nitkami. Čnělka je lysá. Plodem je podlouhlá, vejcovitá nebo elipsoidní pseudopeckovice. Plody jsou 1,2 až 1,4 cm dlouhé, jedlé.

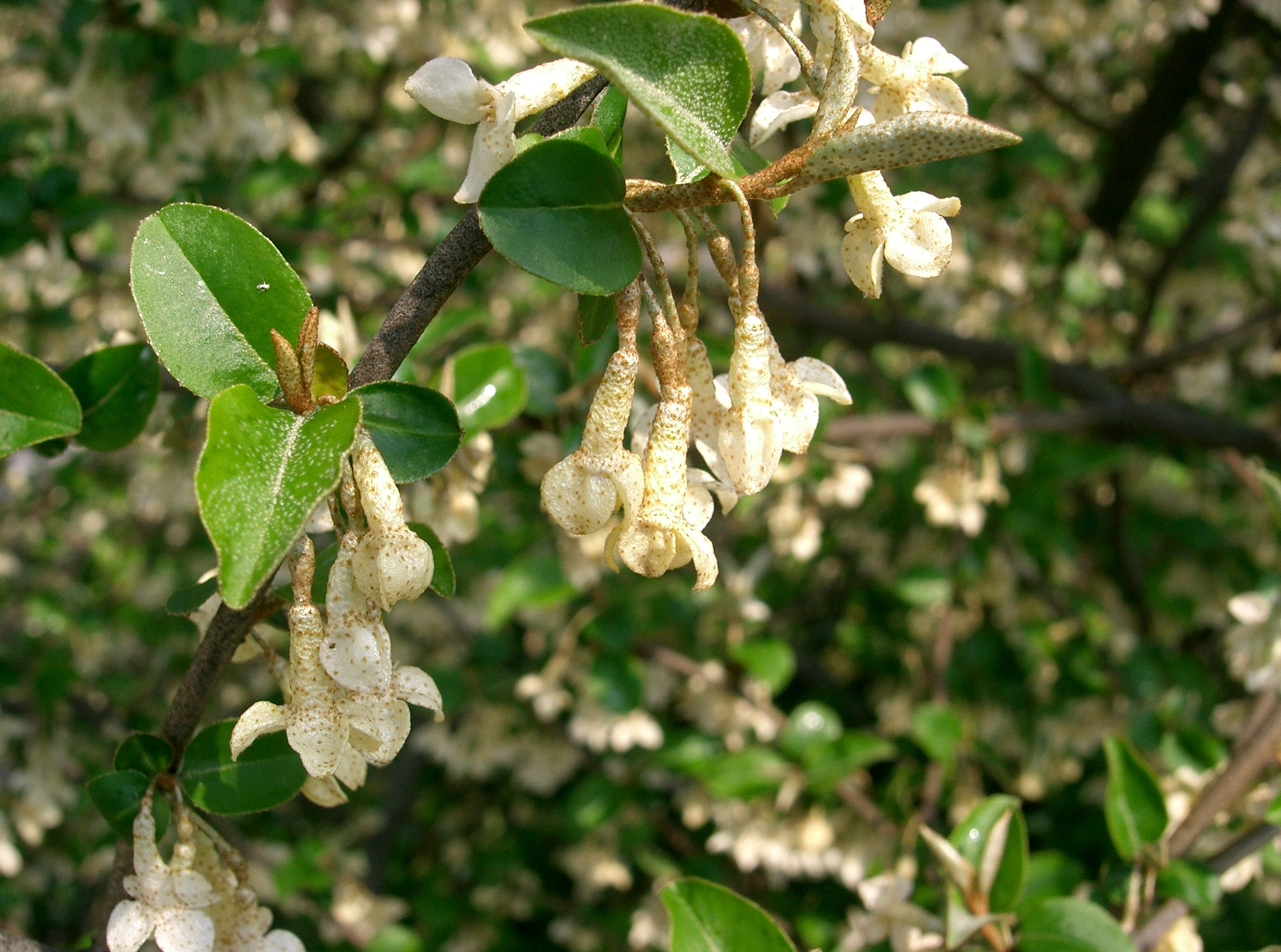
Kvetoucí hlošina mnohokvětá
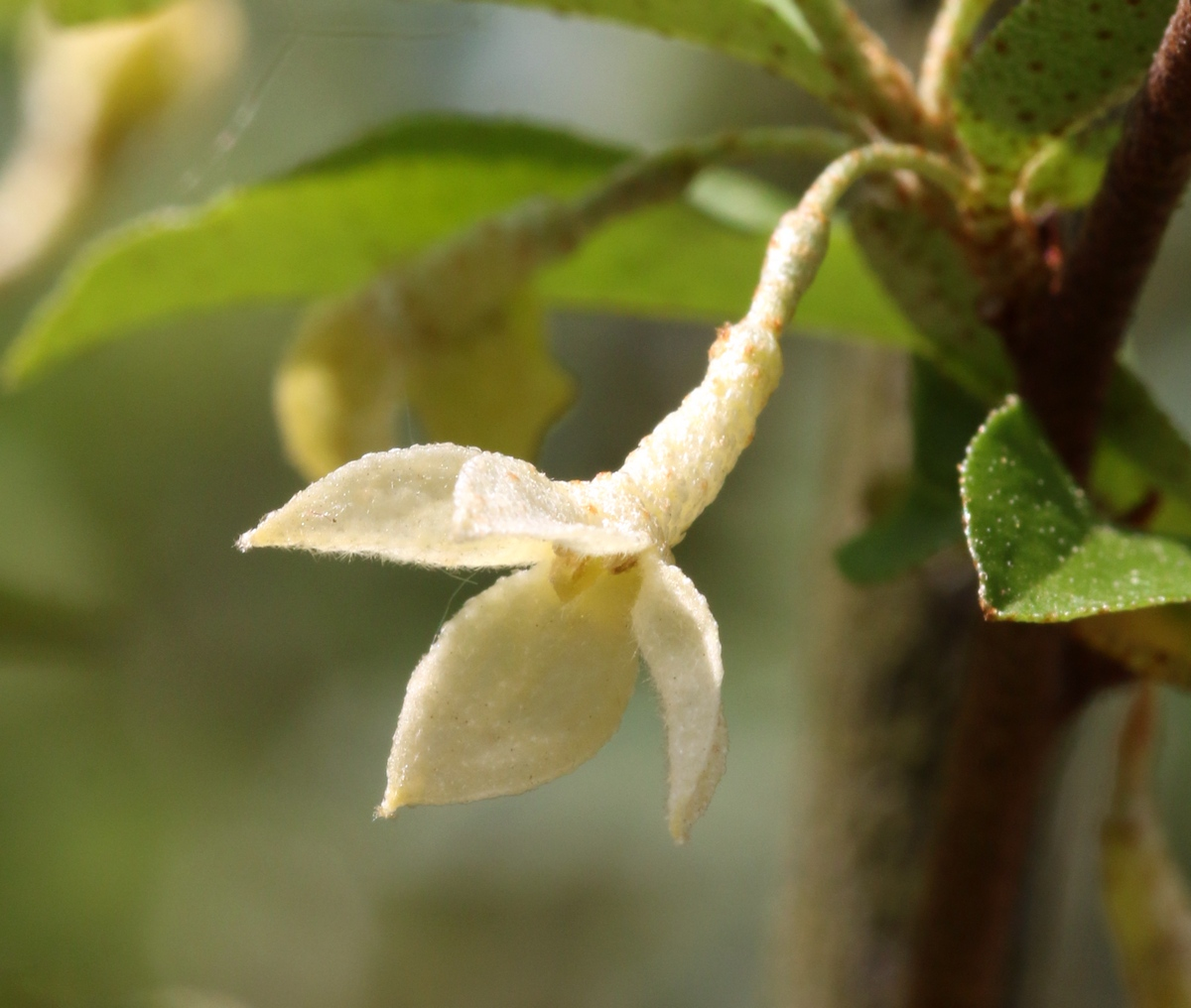
Detail květu
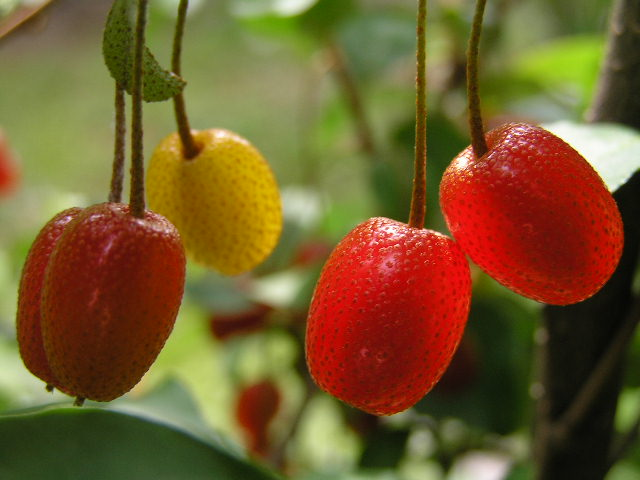
Zralé plody
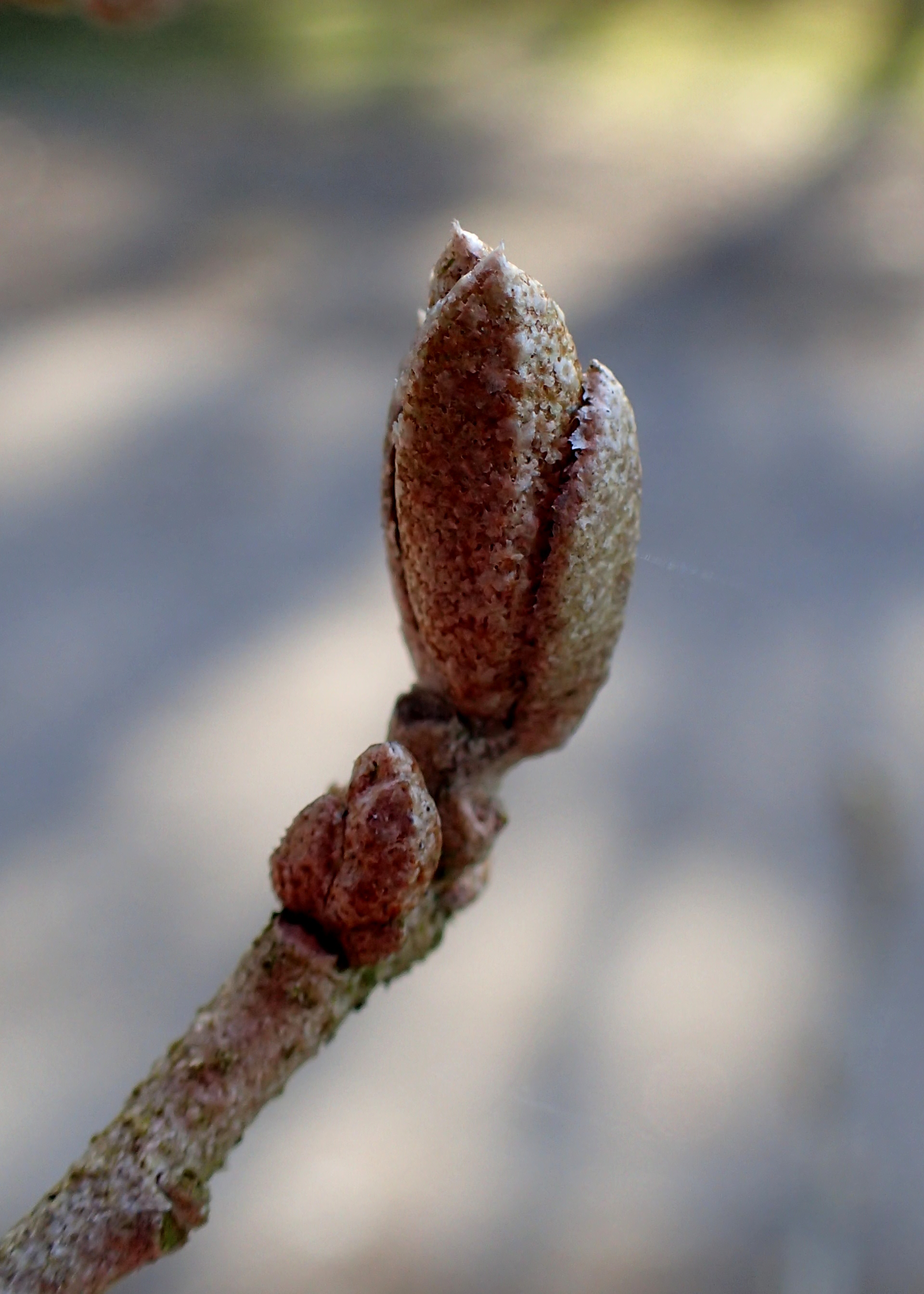
Zimní pupeny

## Rozšíření
Druh se vyskytuje v Číně, Japonsku a Koreji. Roste v křovinách a světlých lesích, v nížinách i horách až do nadmořské výšky 1800 metrů. V Číně se vyskytuje nespojitě, avšak na velkém území, sahajícím od provincií S’-čchuan na jihozápadě a Fu-ťien na jihovýchodě po Che-pej na severu.

## Význam

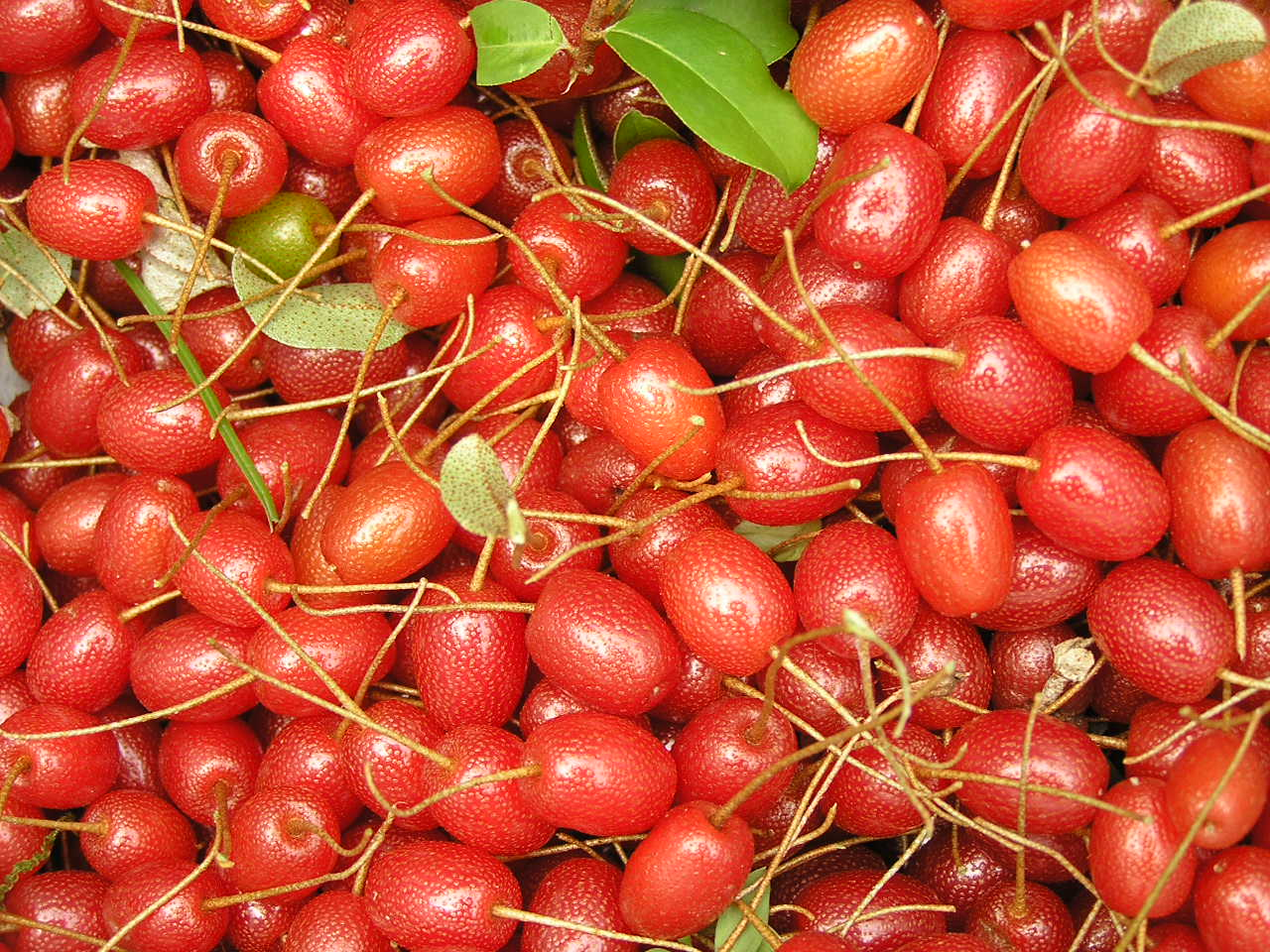
Sklizené plody hlošiny mnohokvěté

Plody hlošiny mnohokvěté jsou jedlé, šťavnaté, sladkokyselé a lehce svíravé chuti.
V Číně je tato hlošina běžně pěstována jako okrasný a ovocný keř a je zde známa pod názvem gumi. Celkem zřídka se pěstuje i v České republice. Je vysazena např. v Průhonickém parku, Dendrologické zahradě v Průhonicích a Botanické zahradě v Rakovníku.